# Palmarès della Società Sportiva Lazio
Nella presente pagina è riportato il palmarès della Società Sportiva Lazio.
Il primo titolo vinto dalla sua sezione calcistica fu la Coppa Baccelli (trofeo a carattere cittadino) nel 1906, allora raggiunto con il nome di Società Podistica Lazio. La conquista del suo primo titolo italiano accadde nel 1974, mentre il primo titolo ufficiale delle Aquile in ambito nazionale risaliva alla Coppa Italia vinta per la prima volta nel 1958. Il primo trofeo internazionale in assoluto vinto dalla Lazio è stato la Coppa delle Alpi nel 1971, mentre il suo primo titolo vinto in ambito confederale accadde con la Coppa delle Coppe UEFA nel 1999.
Il primo trofeo in assoluto vinto dalle divisioni minori biancocelesti si è verificato in una manifestazione nazionale: il Campionato Juniores Nazionali, vinto nel 1948.
Il club occupa il cinquantaquattresimo posto – nono tra gli italiani – nella classifica dei migliori club europei del XX secolo stilata dall'Istituto Internazionale di Storia e Statistica del Calcio (IFFHS).

## Prima squadra

Da sinistra: il capitano laziale Giuseppe Wilson e il presidente Umberto Lenzini mostrano al pubblico dell'Olimpico di Roma la Coppa Campioni d'Italia per la vittoria della Serie A 1973-1974

La prima squadra della sezione calcistica del club è al quarto posto nella classifica nazionale per titoli vinti insieme alla Roma (16). Vincitrice del suo primo trofeo ufficiale nel 1958, la Lazio si è aggiudicata in 2 occasioni il campionato nazionale, arrivando a disputare anche la finalissima nazionale nel 1913 e 1914, perdendo rispettivamente con Pro Vercelli e Casale, e nel 1923, quando venne superata nella doppia finale dal Genoa. Le Aquile sono, con 7 successi, la quarta squadra per numero di vittorie in Coppa Italia, principale competizione di coppa nazionale del paese, vincendo anche la Supercoppa italiana in cinque occasioni, per un totale di 14 vittorie in competizioni nazionali.
Le sue vittorie in Coppa delle Coppe (1999) e della Supercoppa UEFA (idem) ne fanno una tra le dodici squadre affiliate alla Federazione Italiana Giuoco Calcio (FIGC), ad aver vinto tornei in ambito confederale ed interconfederale. In precedenza a ciò, nel 1971, vinse una Coppa delle Alpi, ancorché trofeo non riconosciuto dall'Unione delle Federazioni Calcistiche Europee (UEFA).
La formazione romana ha centrato il Double, ovvero la vittoria del campionato di massima serie e della coppa nazionale nella stessa annata, nella stagione 1999-2000.
Il club capitolino venne inserito al sesto posto fra le società calcistiche italiane, e al ventesimo in assoluto, nella classifica mondiale per club di tutti i tempi stilata dall'Istituto Internazionale di Storia e Statistica del Calcio (IFFHS), nel dicembre del 2009.
La Lazio, scelta squadra italiana dell'anno dall'Associazione Italiana Calciatori nel 1999, occupava il ventesimo a livello mondiale nel ranking stilato dall'IFFHS relativamente al periodo che va dal 1991 al 2009.
Le Aquile furono inserite al quinto posto tra le formazioni calcistiche italiane, e al trentacinquesimo in assoluto, nella classifica mondiale per club stilata dall'IFFHS relativa al periodo che va dal 2001 al 2010.

### Competizioni ufficiali
16 trofei

#### Competizioni nazionali
14 trofei
|  | Titolo/i                          | Anno/i                                                                 |
|  | --------------------------------- | ---------------------------------------------------------------------- |
|  | Campionato italiano di Serie A: 2 | 1973-1974; 1999-2000                                                   |
|  | Coppa Italia: 7                   | 1958; 1997-1998; 1999-2000; 2003-2004; 2008-2009; 2012-2013; 2018-2019 |
|  | Supercoppa italiana: 5            | 1998; 2000; 2009; 2017; 2019                                           |

#### Competizioni internazionali
2 trofei
|  | Titolo/i             | Anno/i    |
|  | -------------------- | --------- |
|  | Coppa delle Coppe: 1 | 1998-1999 |
|  | Supercoppa UEFA: 1   | 1999      |

### Altre competizioni

#### Competizioni nazionali
- Coppa Fornari: 1

1930-1932
- Campionato romano di guerra: 1

1943-1944
- Coppa Messaggero: 1

1952
- Coppa dell'Amicizia: 2

1953; 1966
- Coppa del Presidente della Repubblica: 1

1955-1956
- Campionato italiano di Serie B: 1

1968-1969
- Trofeo Dino Viola: 1

1993
- Coppa Renato Dall'Ara: 6

1997-1998; 1999-2000; 2003-2004; 2008-2009; 2012-2013; 2018-2019

#### Competizioni internazionali
- Trofeo Teresa Herrera: 1

1950
- Coppa delle Alpi: 1

1971
- Trofeo Costa del Sol: 1

2017
- Trofeo Ramón de Carranza: 1

2024

#### Competizioni regionali
- Campionato di Terza Categoria: 3

1909-1910; 1910-1911; 1911-1912
- Campionato dell'Italia Meridionale/Lega Sud: 3

1912-1913; 1913-1914; 1922-1923

### Altri piazzamenti

#### Competizioni nazionali
- Prima Categoria

Finalissima: 1912-1913; 1913-1914
- Prima Divisione

Finalissima: 1922-1923
- Serie A

Secondo posto: 1936-1937; 1998-1999; 2022-2023
Terzo posto: 1955-1956; 1956-1957; 1972-1973; 1993-1994; 1994-1995; 1995-1996; 2000-2001; 2006-2007; 2014-2015
- Coppa Italia

Finale: 1960-1961; 2014-2015; 2016-2017
Terzo posto: 1959-1960
Semifinale: 1994-1995; 2002-2003, 2007-2008; 2017-2018; 2023-2024
- Supercoppa italiana

Finale: 2004; 2013; 2015
Semifinale: 2023

#### Competizioni internazionali
- Coppa dell'Europa Centrale

Finale: 1937
- Coppa UEFA

Finale: 1997-1998
Semifinale: 2002-2003
- Coppa Intertoto UEFA

Semifinale: 2005

## Seconda squadra (squadra riserva)
- 1 Campionato Riserve: 1952-53
- 1 Campionato Cadetti: 1955-56
- 3 Campionati De Martino: 1954-55; 1967-68 (B); 1970-71 (A)
- 1 Campionato Under 23: 1973-74

## Settore giovanile
La sezione giovanile della Lazio può vantare 13 titoli di campione d'Italia e qualche successo minore a livello internazionale.

### Competizioni ufficiali
|  | Titolo/i                               | Anno/i                                      | Seconda classificata                                 |
|  | -------------------------------------- | ------------------------------------------- | ---------------------------------------------------- |
|  | Campionato Nazionale Primavera: 5      | 1975-76; 1986-87; 1994-95; 2000-01; 2012-13 | 1964-65; 1984-85; 1985-86; 1992-93; 2011-12; 2014-15 |
|  | Coppa Italia Primavera: 3              | 1978-79; 2013-14; 2014-15                   | 1982-83; 2002-03; 2020-21                            |
|  | Supercoppa Primavera: 1                | 2014                                        | 2013; 2015                                           |
|  | Campionato Primavera 2: 1              | 2022-2023                                   |                                                      |
|  | Supercoppa Primavera 2: 1              | 2023                                        |                                                      |
|  | Campionato Nazionale Under-17: 2       | 1976-77; 1977-78                            |                                                      |
|  | Campionato Nazionale Under-15: 3       | 1990-91; 1993-94; 2000-01                   | 2004-05                                              |
|  | Campionato nazionale Dante Berretti: 1 | 1976-77                                     | 1982-83                                              |

### Altre competizioni

#### Squadra Primavera (Under-20)

La squadra Primavera campione d'Italia 1975-1976

##### Competizioni regionali
- 1 Trofeo Agostini: 1966

##### Competizioni nazionali
- 1 Trofeo "M. Righi": 1963
- 1 Torneo Città di Roma - Trofeo "Cin Casoni": 1966
- 1 Trofeo "Marco Seguiti": 2007
- 1 Torneo "Tommaso De Sanctis": 2009
- 1 Memorial "Franco Sensi": 2010
- 1 Torneo di Ostuni: 2011

##### Competizioni internazionali
- 1 Torneo di Cannes: 1958
- 1 Trofeo Internazionale di Praga "Josef Vogel": 1965
- 1 Torneo di Pasqua di Ginevra: 1969
- 6 Wojtyła Cup: 2007; 2008; 2009; 2010; 2012; 2015 (record)
- 2 Trofei Internazionali Tirreno e Sport: 2010; 2011 (record)

#### Squadre Allievi (Under-17)

##### Allievi nazionali

###### Competizioni nazionali
- 3 Trofei "Maurizio Grossi-Manlio Morera": 1979; 1980; 1984

###### Competizioni internazionali
- 1 Torneo Internazionale Carlin's Boys: 1974
- 1 Torneo Internazionale Città di Gradisca - Trofeo Nereo Rocco: 1988
- 2 Tornei Internazionali "Città di Cava de' Tirreni": 2006; 2018
- 1 Scirea Cup: 2017

##### Allievi regionali

###### Competizioni regionali
- 1 Torneo "Nello De Julis": 1971

###### Competizioni nazionali
- 1 Memorial Nazionale "Tommaso De Sanctis e Marco Piroli": 2010

##### Allievi romani

###### Competizioni regionali
- 1 Torneo Berti: 1971

#### Squadre Giovanissimi (Under-15)

##### Giovanissimi nazionali

###### Competizioni nazionali
- 1 Memorial Pietro Martinelli: 1992

## Riconoscimenti
- 1 volta al primo posto nel Ranking mondiale per club IFFHS[4]

- Premio Miglior Club mondiale del mese IFFHS: 1 (aprile 1998)

- Gran Galà del calcio AIC: 1

Migliore squadra: 1999

## Onorificenze
La Società Sportiva Lazio è stata insignita nel corso della sua storia ultracentenaria d'importanti onorificenze a livello nazionale. Poche altre realtà sportive posso vantare i riconoscimenti assoluti che ha ricevuto il sodalizio biancoceleste.
- Ente Morale

La S.S. Lazio fu eretta in Ente Morale con Regio Decreto del 2 giugno 1921 nº 907 per volontà dell'allora Ministro della Pubblica Istruzione, On. Benedetto Croce. Questo riconoscimento fu conferito alla società romana poiché i dirigenti dell'epoca decisero di trasformare il proprio campo da gioco, durante la prima guerra mondiale, in un "orto di guerra" allo scopo di sfamare la popolazione.
- Collare d'oro CONI per Meriti Sportivi: 1

La S.S. Lazio ha ricevuto il 16 dicembre 2024 il Collare d'Oro al Merito Sportivo. Tale onorificenza è assegnata dal Comitato olimpico nazionale italiano.